# Gabriel Arias (Fußballspieler, 1987)
Gabriel Arias, vollständig Gabriel Arias Arroyo, (* 13. September 1987 in Neuquén, Argentinien) ist ein chilenischer Fußballtorwart. Er spielt in der chilenischen Nationalmannschaft und gewann mit Racing Club de Avellaneda 2018/19 die argentinische Meisterschaft.

## Vereinskarriere
Mit 13 begann Gabriel Arias mit dem Fußballspielen und zog später aus seiner Heimatstadt Neuquén nach Buenos Aires. Dort spielte er in der Jugend des CA Independiente. Seine Profikarriere begann bei Olimpo de Bahía Blanca weniger erfolgreich. In drei Jahren kam er nur auf einen einzigen Ligaeinsatz. Dennoch verpflichtete ihn der argentinische Erstligaklub CSD Defensa y Justicia, wo er durch eine Verletzung eines Spielers ins Team rückte und seinen Trainer überzeugte. Dennoch wurde er nie über einen längeren Zeitraum die Nummer eins des Klubs und wechselte 2018 auf Leihbasis zu Unión La Calera nach Chile. Nach seiner Leihstation wechselte er wieder zurück nach Argentinien, wo er fortan für Racing Club de Avellaneda spielte. Dort etablierte er sich als Stammtorwart, so dass der Verein seinen Vertrag bis Dezember 2023 verlängerte. Auch darüber hinaus blieb Arias in Avellaneda und gewann mit den Argentiniern die Copa Sudamericana 2024.

## Nationalmannschaft
Arias konnte sich aufgrund seiner Wurzeln zwischen seinem Geburtsland Argentinien und Chile, dem Land seiner Großeltern mütterlicherseits, entscheiden. Unter Jorge Sampaoli (Trainer Chiles von 2012 bis 2016) sollte Arias schon in das chilenische Nationalmannschaft berufen werden, doch zuvor musste der Torhüter noch die Staatsbürgerschaft bekommen.
Für Chile wurde Arias dann erstmals im Mai 2018 für die Freundschaftsspiele gegen Rumänien, Serbien und Polen von Nationaltrainer Reinaldo Rueda nominiert, wobei er gegen Serbien und Polen seine ersten Länderspieleinsätze bekam. Nach weiteren Einsätzen bei Freundschaftsspielen wurde Arias Stammtorwart bei der Copa América 2019, da der damalige Stammtorwart Claudio Bravo noch an den Folgen einer schweren Verletzung litt. Mit dem Team erreichte Arias den 4. Platz, nachdem er im Viertelfinale gegen Kolumbien zum Elfmeterheld avancierte. Im Halbfinale scheiterte Chile an Peru, wobei Arias nach dem Spiel stark kritisiert wurde. Nach der Copa América kam Arias im Oktober 2020 wieder im WM-Qualifikationsspiel zur Weltmeisterschaft 2022 gegen Uruguay zum Einsatz.

## Erfolge
Racing Club
- Argentinischer Meister: 2018/19
- Copa-Sudamericana-Sieger: 2024